# Jean-François Thony
Pour les articles homonymes, voir Thony.
Jean-François Thony, né le 10 novembre 1956, est un magistrat français. Procureur général honoraire, il est président de l'Institut international de Syracuse.

## Parcours professionnel
Le parcours professionnel de Jean-François Thony est tourné vers le management judiciaire et la lutte contre la criminalité financière au niveau international.
Entré dans la magistrature en 1982, il exerce les fonctions de juge d'instruction au tribunal de grande instance d'Albertville jusqu'en 1984, puis de substitut du procureur au tribunal de grand instance de Saint-Pierre (La Réunion) jusqu'en 1988 et enfin de procureur de la République de Roanne jusqu'en 1991.
De 1991 à 1997, Jean-François Thony devient conseiller juridique hors classe pour le programme des Nations Unies pour le contrôle international des drogues (PNUCID), à Vienne en Autriche.
En juin 1997, il est nommé en qualité de directeur du programme mondial contre le blanchiment de l'argent de l'Office des Nations Unies contre la drogue et le crime. Cette fonction consistait alors à diriger et gérer le programme onusien de lutte contre le blanchiment de l'argent, à contribuer à la définition des politiques de l'organisation dans ce domaine et à mettre en œuvre des activités de recherche et d'assistance technique. Par ailleurs, Jean-François Thony était conseiller technique auprès des différents organes des Nations unies s'agissant des problèmes relatifs au blanchiment de l'argent. Dans ce cadre, il coordonnait des activités de coopération technique au sein du système des Nations unies ainsi qu'avec d'autres organisations internationales (Interpol, Organisation mondiale des douanes (OMD), Secrétariat du Commonwealth, CICAD/OEA, etc.) et le groupe d'action financière contre le blanchiment des capitaux (GAFI).
De juillet 2000 à juillet 2002, il exerce la fonction de conseiller à la cour d'appel de Versailles.
À partir de juillet 2002 et jusqu'en septembre 2007, Jean-François Thony exerce la fonction de sous-directeur des affaires juridiques et chef du groupe d'intégrité financière (GIF) du Fonds monétaire international (FMI). En cette qualité, il est responsable de l'ensemble des activités de lutte contre le blanchiment de l'argent et le financement du terrorisme. Il développe et met en œuvre le programme d'évaluation des États du FMI (soit 108 États évalués entre 2002 et 2007) en lien avec le GAFI. En outre, il fut le représentant du FMI au groupe d'action financière contre le blanchiment des capitaux (GAFI) ainsi que le représentant du FMI auprès du groupe d'action des Nations unies contre le terrorisme (UN Counter-Terrorism Implementation Task Force).
C'est de septembre 2007 à février 2012 que Jean-François Thony dirige l'établissement public administratif de l’École nationale de la magistrature (ENM). Celle-ci est chargée de la formation initiale et continue de l'ensemble des magistrats français et des juges des tribunaux de commerce. La gestion administration et financière de l'ENM représentait alors 200 employés et un budget de 28 millions d'euros. Pendant son mandat, l'ENM a bénéficié de l'une des plus importantes réformes depuis sa création, touchant tous les aspects du recrutement, de la formation initiale et de la formation continue des magistrats
De février 2012 à décembre 2017, Jean-François Thony rejoint la cour d'appel de Colmar en qualité de procureur général. Il y supervise et anime les quatre parquets d'Alsace, prend en charge, avec le premier président de la cour d'appel, la gestion des moyens humains et financiers du ressort, ce qui représentait environ 1000 employés et un budget de 70 millions d'euros.
De janvier 2018 à décembre 2020, il exerce les fonctions de procureur général près la cour d'appel de Rennes, représente le ministère public devant la cour d'appel et supervise les neuf parquets de Bretagne et de Loire-Atlantique. Il a la charge, avec le premier président de la cour d'appel, la gestion des moyens humains et financiers du ressort, soit environ 1500 employés pour un budget évalué à 130 millions d'euros. Le procureur général coordonne également avec le premier président l'animation d'un budget opérationnel de programme régional, soit 225 millions d'euros. Il représente le ministère public d'une juridiction interrégionale spécialisée en matière de crime organisé et de blanchiment. Le procureur général près la cour d'appel de Rennes est également procureur général de la zone de défense et de sécurité Ouest.
La fonction de procureur général confère la mission de mise en œuvre des politiques pénales nationales, la coordination de la politique pénale régionale et l'animation de l'action publique des parquets du ressort. En outre, il s'agit de mener l'action publique en matière d'entreprises en difficulté et la discipline des officiers publics et ministériels (notaires, huissiers) et des professions règlementées (avocats, mandataire liquidateurs, commissaires aux comptes, etc.).
Ayant fait valoir ses droits à la retraite en janvier 2021, il préside désormais l'Institut international de Syracuse pour la justice pénale et les droits de l'homme.

## Décorations
- Officier de la Légion d'honneur (décret du 14 avril 2017, chevalier du 6 novembre 2008)[1]
- Chevalier de l'ordre national du Mérite
- Chevalier de l'ordre des Palmes académiques
- Médaille d'honneur de l'administration pénitentiaire, argent

## À noter
- Président de la Conférence nationale des procureurs généraux (2017-2019)
- Président de l'Institut international de Syracuse sur la justice pénale et les droits de l'homme (Syracuse, Italie)
- Vice-président exécutif de l'organisation et développement de l’Association Internationale de Droit Pénal (www.penal.org)
- Sénateur et président du Comité de supervision financière de l'Association internationale des procureurs (IAP, www.iap.prosecutors.org)
- Membre du Conseil d’orientation scientifique du Groupe de Recherches sur la Délinquance Financière, Centre d’Études des Techniques Financières et d’Ingénierie, Université Aix-Marseille
- Membre du Conseil scientifique de l'Académie internationale anti-corruption (IACA, Luxembourg, Autriche)
- Membre du groupe d'experts de la Commission européenne sur la politique pénale européenne (Bruxelles, ec.europa.eu)

## Publications

### Ouvrages
- La répression du financement du terrorisme, manuel d’aide à la rédaction des instruments législatifs, Fonds Monétaire International, sous la direction de J.-F. Thony (2003)[2]
- Les cellules de renseignements financiers, Fonds Monétaire International et Banque Mondiale, sous la direction de J.-F. Thony (2004)[3]
- Le blanchiment, J.-F. Thony et Michel Koutouzis, coll. « Que sais-je ? », Ed. PUF, Paris (2005)[4]
- Pratique de la lutte antiblanchiment - De l'approche normative à la gestion du risque, Hervé Landau, Marie-Christine Dupuis-Danon, Raoul D’estaintot, Jean-François Thony, Collection « Les essentiels de la banque », Ed. Revue Banque (2005)[5]

### Publications, recherches
- La critique de la décision de justice par la presse, Centro Internazionale Magistrati, XXVIII corso di studi, Accademia Giuridica Umbria (1981)
- Blanchiment de l'argent de la drogue : Les instruments internationaux de lutte, Revue juridique et politique, indépendance et coopération", n° spécial "Le blanchiment de l'argent de la drogue" (1993)
- Processing Financial Intelligence in Money Laundering Matters : The Financial Intelligence Units, European Journal of Crime, Criminal Law and Criminal Justice, 1996-3, p. 257 (1996)
- L’harmonisation de la lutte contre le blanchiment au niveau international et européen, Travaux de la Conférence “Blanchiment et système bancaire”, Luxembourg (1996)
- Les mécanismes de traitement de l’information financière en matière de blanchiment, Revue de Droit pénal et de criminologie No11/96 (1996)
- Crime organisé et blanchiment, J.-P. Laborde, J.-F. Thony, Revue Internationale de Droit Pénal No 1-2 1997, p. 411 (1997)
- Les notaires français face au blanchiment, J.-P. Laborde, J.-F. Thony, JCP notariat (non publié) (1997)
- Les politiques législatives de lutte contre le blanchiment de l’argent en Europe, Revue Pénitentiaire et de Droit Pénal, No4 oct-décembre 1997, p. 307 ss. (1997)
- The international Drug Control System, Chérif Bassiouni et J-F Thony, in International Criminal Law, Cherif Bassiouni, Vol. I, 2e édition, Transnational Publishers, New York (1999)
- Les dispositifs européens et internationaux de lutte contre la criminalité organisée économique et financière : Les travaux de l’ONU, Travaux du séminaire “Lutte contre la criminalité organisée économique et financière”, Palais du Luxembourg, Paris (1999)
- Les pratiques financières illégales, Intervention à l’Institut Français des Relations Internationales, disponible sur le site www.ifri.org (2001)
- La problématique offshore, Rapport Moral sur l’argent dans le monde, Association d’économie financière (2001)
- Lutte contre le blanchiment de l’argent : les enjeux internationaux, Banque Conférences, compte rendu de la conférence : Lutte contre le blanchiment de l’argent, réforme, prévention et détection, Revue Banques, (2001)
- De l’argent de la drogue au financement du terrorisme, relations internationales et finance criminelle, discours prononcé à l’occasion de l’audience solennelle de rentrée judiciaire de la cour d’appel de Versailles, La Gazette du Palais, no 139, 19 mai 2002, p. 10–15 (2002)
- Un monde offshore à géométrie très variable, in Beau linge et argent sale - Fraude fiscale internationale et blanchiment des capitaux, Jean-Pierre Thiollet, Anagramme éditions, Paris, p. 121–132 (2002)
- La déclaration de Paris, les parlements européens définissent de nouveaux standards dans la lutte contre le blanchiment, Transitions et sociétés, Magna Europa Éditeur, No 2, Juin 2002 (2002)
- Mécanique et géopolitique du blanchiment de l’argent, Rapport Annuel Mondial sur le Système Économique et les Stratégies (RAMSES), Institut Français des Relations Internationales, Ed. Dunod (2003)
- Le rôle du Fonds Monétaire International dans la lutte contre le blanchiment de l’argent et le financement du terrorisme, in Dix ans de lutte contre le blanchiment des capitaux en Belgique et dans le monde, Actes du Colloque International organisé par la CTIF le 14 mars 2003, Bruylant, Bruxelles (2003)
- Money Laundering and Financing of Terrorism, an overview, in Current Developments in Monetary and Financial Law, Volume 3, International Monetary Fund (2005)
- Quinze ans d’évolution de la dynamique internationale de lutte contre le blanchiment « offshore », Rapport Moral sur l’argent dans le monde, association d'économie financière (2005)[6]
- Recent Developments in the IMF Involvement, in AML/CFT matters, Nadim Kyriakos-Saad & Jean-François Thony, Current Developments in Financial and Monetary Law, Volume 4, International Monetary Fund (2006)
- Renversement, allègement ou contournement de la charge de la preuve ? Quelques expériences nationales et internationales de confiscation des biens en matière de blanchiment ou de terrorisme, in Le Champ pénal - Mélanges en l’honneur du professeur Reynald Ottenhof (Dalloz, Paris, 2006)[7]
- Le recours aux opérations commerciales pour le blanchiment, une nouvelle tendance, Échanges, no 234 (juillet 2006)
- FATF Special Recommendations and UN Resolutions on the Financing of Terrorism : A Review of the Status of Implementation and Legal Challenges faced by countries, Cheong Ann Png & Jean-François Thony, Journal of money Laundering Control, Vol. 14, No.2 (2007)
- The Use of Information Exchange in Criminal Matters to Combat Money Laundering and the Financing of Terrorism, in Working Together: Improving Regulatory Cooperation and Information Exchange, International Monetary Fund (2007)
- L’économie criminelle et le blanchiment à l’heure de la mondialisation financière, Revue Agir, septembre 2007[8]
- L’École nationale de la magistrature et le ministère public, in "Quel avenir pour le ministère public", sous l'égide de la Cour de cassation, Dalloz (2008)[9]
- Préparer la justice de demain : le modèle français de formation des juges, Jean-François Thony et Lionel Barfety, Revue Agir No37 (2008)
- La réforme de l’École nationale de la magistrature, entretien avec Jean-François Thony, Gazette du Palais, 129e année, No 4-6 (2009)
- La formation des magistrats, in "Quelles perspectives pour un ministère public européen, protéger les intérêts financiers et fondamentaux de l'Union", sous l'égide de la Cour de cassation, Dalloz (2010)[10]
- Économie légale, économie criminelle, où est la frontière ?, in "Les nouveaux territoires du droit", L'Harmattan (2012)[11]
- Saisie et confiscation des avoirs criminel, les nouveaux outils de la loi français, Revue internationale de droit pénal, vol 2013 3-4 (2013)
- La menace du blanchiment dans la zone Caraïbe, les mobilités de capitaux et les limites de la défiscalisation, in "L'expertise française aux Caraïbes", acte du colloque franco-caraïbe sur l'expertise de justice, Collection Les actes du colloques, CNCEJ (2014)
- Gel, saisie et confiscation des avoir criminels, les nouveaux outils de la loi française, in « Toward Scientific Criminal Law Theories », CCLS Tenth Anniversary Anthology of Papers for International Academic Partners, Law Press China (2015)
- Aperçu historique et géopolitique de la justice pénale internationale, in « Justice pénale internationale, les nouveaux enjeux de Nuremberg à La Haye », Mare et Martin (2016)
- Genèse du parquet européen, interview de J.-F. Thony, in « parquet européen, c’est parti ! » dossier AJ Pénal, Dalloz (juin 2018)
- Le parquet européen et la lutte contre la fraude à la TVA, Gilles Duteil, Jean-François Thony, in « parquet européen, c’est parti ! » dossier AJ Pénal, Dalloz (juin 2018)